# 1963 في بوليفيا
فيما يلي قوائم الأحداث التي وقعت خلال عام 1963 في بوليفيا.

## رياضة
- 1 يناير – كأس أمريكا الجنوبية 1963

## مواليد

### مايو
- 4 يوليو – وليام رامايو لاعب كرة قدم بوليفي.[1][1]

### يوليو
- 4 يوليو – وليام رامايو لاعب كرة قدم بوليفي.[1][1]

## وفيات

### نوفمبر
- 21 نوفمبر – أوليسيس ساوسيدو (مواليد 1896) لاعب كرة قدم بوليفي.